# Mouloudia Chabibat Debdaba
 (décembre 2017).
Si vous disposez d'ouvrages ou d'articles de référence ou si vous connaissez des sites web de qualité traitant du thème abordé ici, merci de compléter l'article en donnant les références utiles à sa vérifiabilité et en les liant à la section « Notes et références ».
Pour les articles homonymes, voir Mouloudia (homonymie).
Maillots
Le Mouloudia Chabibat Debdaba (en arabe : مولودية شبيبة الدبدابة), plus couramment abrégé en MCD ou connu simplement sous le nom de MC Debdaba, est un club algérien de football fondé en 1973 et basé à Béchar.

## Histoire
Le club évolue à plusieurs reprises en Troisième Division, et dispute la Deuxième Division en 1998-1999 (Groupe Sud-Ouest). En 2017-2018, il évolue au sein de la Ligue de Béchar (cinquième division).